# Euterpiodes croceisticta
Euterpiodes croceisticta är en fjärilsart som beskrevs av George Francis Hampson 1916. Euterpiodes croceisticta ingår i släktet Euterpiodes och familjen nattflyn. Inga underarter finns listade i Catalogue of Life.